# Проничев, Михаил Владимирович
Михаил Владимирович Проничев (22 февраля 1968, Москва, СССР) — советский и российский футболист, нападающий. Отец Максимилиана Проничева.

## Карьера
Воспитанник московских команд СДЮШОР-3 (ныне «Чертаново») и «Спартак». Профессиональную карьеру начал в 1986 в команде «Спартак» (Кострома), выступавшей во второй лиге чемпионата СССР. Сыграв 3 матча за «Спартак», перешёл в команду ЦСКА-2. В 1987 году выступал в клубе ЭШВСМ. В 1988 году вернулся в московский «Спартак», однако провёл лишь один матч за команду в молодёжном первенстве, и вскоре подписал контракт с клубом «Красная Пресня». В 1989 году стал игроком московского «Локомотива», в составе которого провёл 6 матчей в высшей лиге, а также стал финалистом Кубка СССР. В 1990 году отправился в немецкий клуб «Берлин», за который сыграл 13 матчей и забил 1 гол в последнем розыгрыше чемпионата ГДР. После объединения Германии выступал в низших немецких лигах. Завершил карьеру в 1998 году. Последним клубом футболиста был берлинский «Маккаби».

## Достижения
- Финалист Кубка СССР: 1990